# Stephan Strothe
Stephan Strothe (* 1950) ist ein deutscher Journalist. Er war bis 2016 Amerika-Korrespondent für den deutschen Nachrichtensender N24 sowie für die Nachrichtenformate der ProSiebenSat.1-Sendergruppe. Seit 2020 arbeitet er als Immobilienmakler.

## Journalistischer Werdegang
Neben dem Studium der Rechts- und Politikwissenschaft an der Universität Hamburg berichtete Strothe als Freier Mitarbeiter für das Hamburger Abendblatt und den Norddeutschen Rundfunk. Er schloss sein Studium mit einem Diplom ab und flog anschließend nach New York. Hier bediente er nahezu alle Radiosender der ARD sowie diverse deutschsprachige Tageszeitungen und Fachmagazine. Er ging Ende 2016 in den Ruhestand.
Fernsehkarriere
Strothe begann seine Fernseh-Karriere bei den Tagesthemen 1980. Von 1982 bis 1984 berichtete er abermals aus New York  aus dem dortigen ARD-Studio, u. a. für die Tagesschau, den Tagesthemen und dem Weltspiegel. 1984 wechselte Strothe als Redakteur zu Sat.1. 1985 wurde Strothe zum Ressortleiter Nachrichten ernannt. 1987 wurde er stellvertretender Chefredakteur.
1988 eröffnete Strothe das erste USA-Büro eines deutschen Privatsenders, zunächst in New York City. 1991 erfolgte der Umzug nach Washington, D.C. Hier befindet sich das Studio nur wenige hundert Meter vom Weißen Haus entfernt, von dem aus er noch heute arbeitet.
Zu Strothes Team in Washington zählten noch eine Produzentin (seine Ehefrau), ein Editor und ein Kameramann.
Reportagen
Strothe berichtet nicht nur über das Tagesgeschehen in der amerikanischen Hauptstadt, er produzierte auch an die 40 Reportagen und Nachrichten-Specials. Mehrere Reportagen sind in den USA ausgezeichnet worden. Thematisch befassen sich Strothes Filme mit so unterschiedlichen Themen wie dem Bürgerkrieg in Haiti und dem Elvis-Kult in Memphis, der potentielle Terrorgefahr durch Bio-Waffen und den ersten 48 Stunden in der Grundausbildung der US-Marines.

## Lehre
Neben seiner Korrespondententätigkeit unterrichtet Stephan Strothe regelmäßig an deutschen und amerikanischen Universitäten, bisher vor allem an der School of Communication der American University und an der Universität Potsdam.